# 홍콩 침회 대학
홍콩 침회 대학 (Hong Kong Baptist University, 중국어: 香港浸會大學)는 1994년 설립된 홍콩 주룽에 본부를 둔 홍콩의 공립 대학이다.

## 개요
현재 공립 대학으로 인정되고 있지만, 밥티스트 (개신교의 종파인 침례교라는 뜻)라는 명칭에서 알 수 있듯이, 원래는 미션계의 사설 교육 기관으로 설립된 역사를 가진다. 홍콩은 영국 법과의 균형으로, 1997년 홍콩 반환까지 사립 종합 대학의 설립이 인정되지 않았고, 궁극적으로 입법 기관의 인가를 받은 공립 종합대학으로 존속하게 되었다.
대학의 전신이 된 “홍콩 침회 서원”은 홍콩의 교육 기관으로 홍콩 대학에 이어 역사를 자랑하며 지금까지 중국 본토에서 설립된 13개 미션계 대학 중 현존하는 유일한 대학이다. 처음에는 기독교에 대한 중등 교육을 목적으로 한 교육 기관이었지만, 1972년 “홍콩 침회 아카데미”로 명칭을 변경한 후 1983년 실질적인 종합대학으로 변신할 때 기독교도 이외에도 널리 문호를 개방하게 되었다.
현재는 종교 교육이 폐지되어 기본적으로 종교성은 배제되어 있지만 예전의 모습을 상속하는 형태로 종교 철학과가 설치되어 있다. 중국의 공립 대학 중 침회 대학 이외에 기독교계의 종교 철학을 전문으로 하는 학과는 존재하지 않으며 유교와 불교계가 대부분을 차지한다. 한때 영국의 식민지였던 시절에도 불구하고 이 대학을 설립한 것은 미국인 선교사였다. 원래, 침례교는 성공회가 국교인 영국에서는 소수였고, 반대로 미국에서 개신교계의 최대 파벌이다. 대학 지역 주변에는 지금도 미션계의 초등 중등 교육 기관이 집중되고 있다.
홍콩 내에서는 홍콩대, 홍콩과기대, 이공대 등 이러한 대학들과 같이 어느정도의 수준을 유지하며 Eight-Universities (八大) 중 하나의 중요한 명문대학으로 불리고 있다, 교육 수준은 타임즈 하이어 에듀케이션 잡지는 와세다 대학과 거의 동등한 평가를 받고 있다. 2010년도 평가에서는 전 세계에서 307위 (아시아권에서는 45위)에 선정됐다. 대학 지역은 고급 주택가이기도 하므로, 중산층을 위한 교양 대학이라는 측면도 있다. 2010년도 평가에서는 전 세계에서 307위 (아시아권에서는 45위)에 선정됐다.

## 연혁
- 1956년 "홍콩 침회 서원"으로 설립
- 1970년 전상학원으로 "홍콩 침회 서원"으로 개명
- 1972년 "홍콩 침회 학원"으로 개칭
- 1994년 법정 공영 대학 "홍콩 침회 대학"으로 승격

## 캠퍼스
홍콩 침회 대학의 캠퍼스는 기본적으로 가우룽통 (가우룽 지구 북부)에 집중되어 있지만, 베이징 사범대학과 공동 사업으로 주하이에 분교 (정식 명칭은 베이징 사범학원, 홍콩 침회 제학 연합 대학 주하이 국제학원)를 개교하고 있다.

## 학부
- 문학부 (문학원)
- 공상 경영 학부 (공상관리 학원)
- 중의약학 (중의약 학원)
- 커뮤니케이션 학부 (전 물리연구소)
- 지속교육 학부 (지속교육 학원)
- 이학부 (물리연구소)
- 사회과학부 (사회과학원)
- 시각예술 학부 (시각예술원)
- 창작 예술 학부 (창작 예술 원)

## 랭킹
2012년도 타임스 고등교육 세계 대학 평가는 평가에서는 전 세계에서 301-350위 (아시아권에서는 50위)에 선정됐다.